# Октябрьская (станция метро, Новосибирск)
«Октя́брьская» — станция Ленинской линии Новосибирского метрополитена. Находится между станциями «Речной вокзал» и «Площадь Ленина».
Территориально станция располагается в Октябрьском районе Новосибирска, по улице Кирова. В транспортной доступности от «Октябрьской» проходит граница Октябрьского и Центрального районов города.
Станция «Октябрьская» обеспечивает скоростным внеуличным транспортом как деловой центр города, находящийся рядом, так и жителей крупного близлежащего жилого массива, Шевченковского.
Введена в эксплуатацию 28 декабря 1985 года (открыта для пассажиров 7 января 1986 года) в составе 1-го пускового участка первой очереди из пяти станций.

## История

### Название
Названа в честь Октябрьской социалистической революции.

### Проект
Тип конструкции — типовая трёхпролётная станция мелкого заложения колонного типа, с 17 парами колонн, идущими в 2 ряда и отстоящими друг от друга на 6 метров. Построена открытым способом по проекту, выполненному специалистами «Новосибметропроекта». Первый проект института.
При сооружении станции была применена новая на тот момент технология анкерной крепи стен котлована (автор — Б. В. Корякин, родом из Новосибирска). При строительстве в этом случае не используются расстрелы — металлические трубчатые распорки. Более того, при раскопке котлована и монтаже конструкций эти распорки мешают. Вместо расстрелов автор применил пневмопробойники. Впоследствии технология была запатентована во многих странах мира.

### Строительство
Первые чертежи на свайное ограждение котлована и земляные работы на месте будущей станции проектным институтом «Новосибметропроект» выдаются в апреле 1979 года. После чего — дальнейшие подготовительные работы. По улице Московской была организована (на время стройки) объездная дорога — маршрут связал Октябрьский и Центральный районы города.
12 мая 1979 года на месте будущей станции была забита первая свая, что считается началом строительства Новосибирского метрополитена. В сентябре того же года метростроители продолжили выполнять сваебойные работы. Уже в следующем месяце они начали возводить вход в тоннель — работы по монтажу бетона через Каменку в основание правого тоннеля были завершены.
30 января 1980 года был создан участок по сооружению станции, а с августа начата проходка под землёй первого, правого тоннеля, к будущей станции «Площадь Ленина». По состоянию на 24 октября 1981 года строители осуществляли работы по гидроизоляции тоннеля с дальнейшей засыпкой. С июля 1982 года метростроители начали проходить правый тоннель к строящейся станции «Речной вокзал».
12 апреля 1983 года рабочие начали извлекать из грунта металлические шпунтовые сваи. К 8 августа 1983 года «Октябрьская» была готова для отделки. В октябре 1985 года активно идёт сооружение наземных павильонов станции.
Во время строительства станции были найдены останки мамонта.

### Пуск
Ночь 5 декабря 1985 года. Мотодрезинами от Ельцовского депо до «Октябрьской» провезли первый пробный т. н. «холодный» вагон № 9872. На следующий день в 18:30 от станции «Октябрьская» до станции «Красный проспект» провезли делегатов городской партконференции — первых пассажиров метрополитена. Для всех же пассажиров станция была открыта 7 января 1986 года в составе первого пускового участка «Красный проспект» — «Студенческая».

## Архитектура и оформление

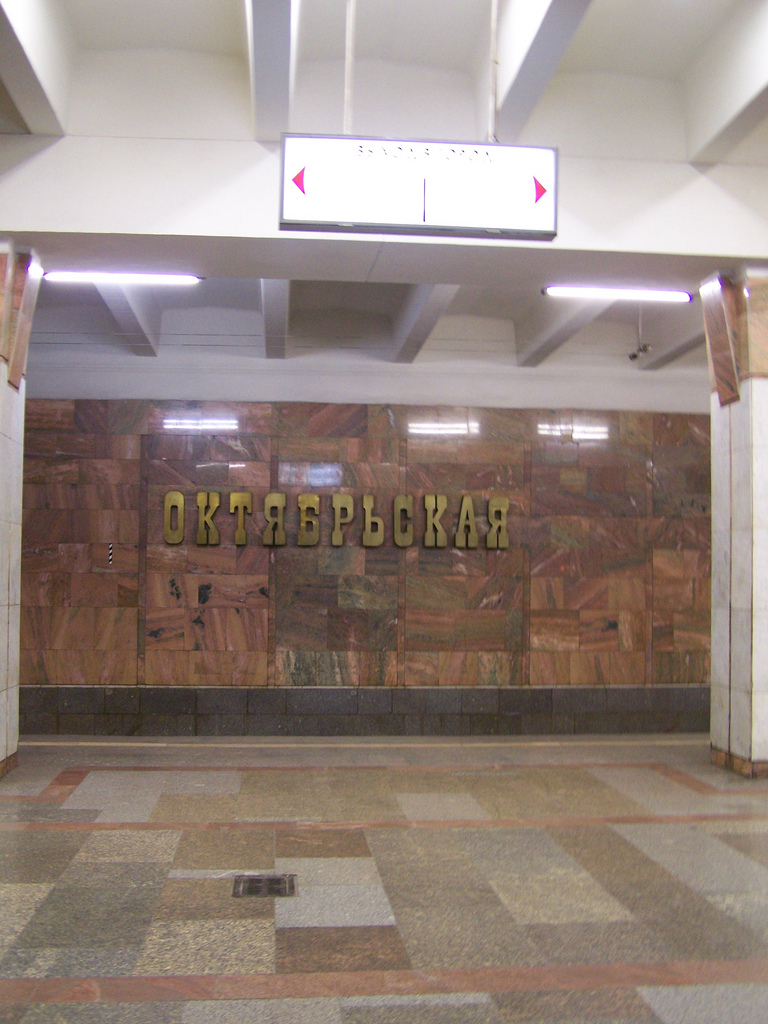
Название на путевой стене

Капители станционных колонн изображены в виде факелов. Таким образом в оформлении станции должен передаваться образ революционной Сибири. Стены станции играют роль фона и облицованы красно-серым светлым мрамором. Пол отделан гранитом. Художественное оформление станции выполнено В. П. Грачёвым, а в качестве станционного панно был предложен монументальный рельеф, выполненный из бронзы (оформление платформенных выходов из вестибюлей, лестничного и эскалаторного.
Барельеф был разработан известным художником-монументалистом Александром Сергеевичем Чернобровцевым. Создавая революционное панно, автор поместил в центр цифры «1917» и по одну сторону поместил группу рабочих, а по другую сторону — крестьян, внизу помещён «ворот». В результате получились обе силы, совершающие революцию и её символ, через который люди рвутся к освобождению, к свету.
Также художники приняли решение украсить станцию аркой Генерального штаба и сценой штурма Зимнего дворца. А для того, чтобы платформенное пространство стало своеобразным продолжением вестибюля и чтобы была видна перспектива, то арку как окно в зал ожидания решили сделать из белого мрамора, в отличие от других частей панно. На выступах же эскалатора Чернобровцев предложил разместить рельефные портреты новосибирцев — героев революции.
В 2015 году «Октябрьская» стала первой станцией Новосибирского метрополитена, на которой были установлены указатели нового типа — с номерами маршрутов общественного транспорта, проходящими вблизи станции. До конца 2015 года такие указатели должны появиться на всех станциях подземки.

## Вестибюли
Проект станции предусматривает два вестибюля, по два выхода. С платформой первый вестибюль станции («выход из последнего вагона») соединяется маршевыми лестницами. Второй же вестибюль оборудован эскалаторным спуском, из трёх лент.
Со 2 мая 1992 года первый вестибюль станции (входы на станцию 1 и 2) был закрыт в связи с малым пассажиропотоком, но 29 августа 2007 года он был вновь открыт и после этого долгое время работал с 07:00 до 21:00. В настоящее время вестибюль работает с 05:45 до 23:00.
Вестибюль № 2 (входы 3 и 4) открыт с 05:45 до 00:00. Располагаясь по обе стороны улицы Кирова, входы в вестибюль активно используются как подземный переход.

## Пересадки
Проектом станции предусмотрена возможность осуществления кросс-платфоменного перехода на станцию перспективной Первомайской линии.. При сооружении первой станции под пересадку метростроителями были частично построены подземные конструкции. Согласно проекту, вход на будущую станцию Первомайской линии запланирован со стороны частного сектора (улица Московская). В настоящее время перспективная ветка имеет протяженность 5,1 км и включает три станции: «Каменская», «Октябрьская» (пересадочная) и «Никитинская».

## Станция в цифрах
- Длина станции, как и на всех станциях Новосибирского метрополитена, стандартная — 102 м, что позволяет поместить на путь до пяти вагонов (в настоящее время используются 4-хвагонные составы). Длина посадочной платформы — 100 м[10] Ширина платформы — 10 м[5]
- Пикет 93+78.
- Длина пути до «Площади Ленина» — 1796 метров (один из самых длинных перегонов в Новосибирском метрополитене), до «Речного вокзала» — 1306 метров[11].
- В 2010 году суточный пассажиропоток станции составлял 11,9 тыс. человек.
- Входы северного вестибюля работают с 05 часов 45 минут до 23 часов 00 минут, входы южного — с 05 часов 45 минут до 00 часов 00 минут. Подуличный переход открыт с 5 часов 30 минут до 01 часу 00 минут[6].
- Таблица времени отправления первого и последнего поездов[6]:

|                                    | Пн — Пт / Сб — Вс (чч: мм: сс) | Пн — Пт / Сб — Вс (чч: мм: сс) |
| В сторону станции «Речной вокзал»  | 05:47:30                       | 00:11:30 / 00:11:20            |
| В сторону станции «Площадь Ленина» | 05:55:30                       | 00:10:30                       |

## Расположение
Станция метро «Октябрьская» Ленинской линии располагается в Октябрьском районе Новосибирска, в городском деловом центре по улице Кирова.
Рядом со станцией находятся: Государственная публичная научно-техническая библиотека (ГПНТБ), здание Областного совета депутатов, Сибирская академия государственной службы, Сибирский государственный университет телекоммуникаций и информатики (СибГУТИ), Новосибирский химико-технологический колледж, здание Новосибирсквнешторгбанка (бывший Дворец пионеров), Японский культурный центр.
Один из тоннелей, начинающихся от станции «Октябрьская», в сторону «Речного вокзала» проходит под жилым домом, расположенным на углу улиц Кирова и Сакко и Ванцетти. Из-за небольшой глубины тоннеля и вибраций он укреплен сваренными стальными балками.

### Остановки
Остановки наземного общественного транспорта вблизи выходов станции:
- А, Тб, Мт: «Метро Октябрьская».

В транспортной доступности расположены остановки А, Тб, Мт: «ГПНТБ».

### Автобус
| №  | Пересадки                                                                                 | Конечный пункт 1                    | Конечный пункт 2       |
| -- | ----------------------------------------------------------------------------------------- | ----------------------------------- | ---------------------- |
| 5  | Речной вокзал Площадь Ленина Красный проспект/Сибирская Гагаринская Заельцовская          | ул. Дюканова (Троллейный жилмассив) | пос. Северный          |
| 18 | Речной вокзал Площадь Ленина Красный проспект/Сибирская Маршала Покрышкина Берёзовая роща | Ключ-Камышенское плато              | ул. Тюленина           |
| 97 | Площадь Ленина Красный проспект/Сибирская Гагаринская Заельцовская                        | Цветущая Плющиха                    | ЖК «Северная Корона»   |
| 98 | Золотая нива Площадь Ленина Красный проспект/Сибирская Гагаринская Заельцовская           | Цветущая Плющиха                    | Ботанический жилмассив |

### Троллейбус
| №  | Пересадки                                                               | Конечный пункт 1           | Конечный пункт 2        |
| -- | ----------------------------------------------------------------------- | -------------------------- | ----------------------- |
| 5  | Площадь Ленина Красный проспект/Сибирская Гагаринская Заельцовская      | ул. Ленинградская          | Микрорайон «Стрижи»     |
| 10 | Площадь Гарина-Михайловского Площадь Ленина Золотая нива Берёзовая роща | Вокзал Новосибирск-Главный | ул. Александра Анцупова |

- Мт: №44, 44а, 45;
- Пригородные: № 258ж